# Obraz Matki Bożej Łysieckiej
Matka Boża Łysiecka – obraz z XVI wieku przedstawiający Matkę Boską z Dzieciątkiem (typ hodegetrii), znajdujący się w kościele pw. Św. Trójcy w Gliwicach.

## Historia
Obraz namalował dla siebie ormiański ks. Kolumbus (Kolumb) w Łyścu, przed śmiercią przekazał go swemu następcy – ks. Grzegorzowi, który wkrótce wystawił obraz na widok publiczny. Od tego momentu przed obrazem miały miejsca cuda, najsłynniejsze z nich to uzdrowienie nogi kalece i wskrzeszenie dwójki dzieci.
W 1669 r. Andrzej Potocki ufundował i wyposażył duży drewniany kościół w Łyścu, który spłonął w 1779 r.
Budowę nowego kościoła w 1782 r. sfinansowała hr. Anna Kossakowska, jednak i ten kościół spłonął niespełna pół wieku później.
W roku 1812 w Monachium wykonano suknie, którymi przyozdobiono obraz.
Murowaną świątynię zaczęto budować w 1834 r., a konsekrowano w 1883 r.
Podczas I wojny światowej wizerunek ukrywano w ormiańskim kościele w Stanisławowie, a w okresie II wojny światowej przewieziono go w Starych Budkowic pod Opolem.
1 października 1950 r. obraz umieszczono w Kościele Trójcy Świętej w Gliwicach, za przyczyną ks. Kazimierza Roszko.
W nocy z 16 na 17 września 1985 r. nieznani sprawcy ukradli wota i korony. Ponowna koronacja obrazu, której przewodniczył patriarcha Kościoła katolickiego obrządku ormiańskiego Howannes Bedros XVIII Kasparian, odbyła się 3 września 1989 r., korony poświęcił 12 czerwca 1987 r. Jan Paweł II na Jasnej Górze.
W każdą środę, przed cudownym wizerunkiem jest odprawiana uroczysta nowenna ku czci Matki Bożej Łysieckiej.